# 生長斷層

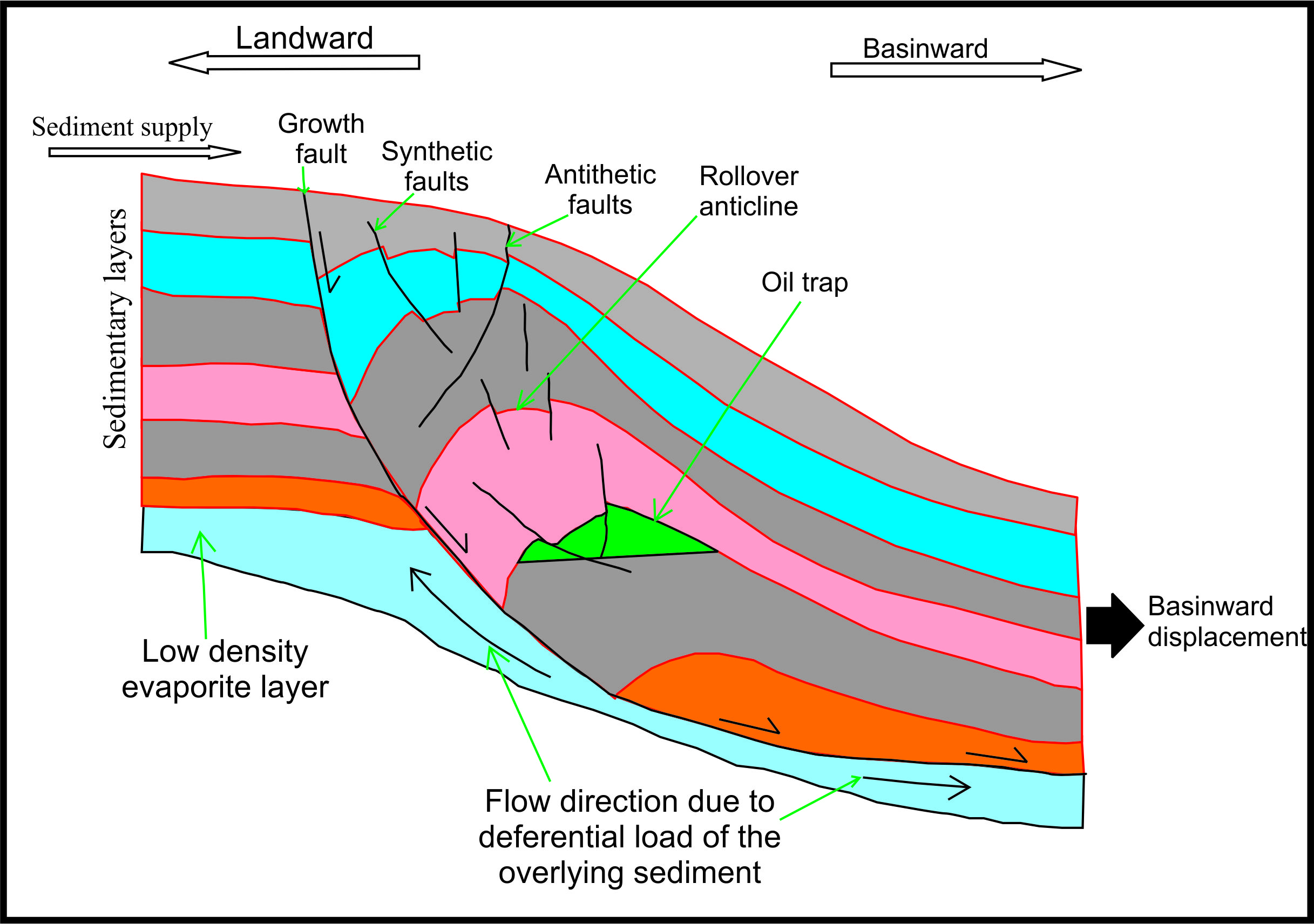
生长断层和周遭结构的关系

生長斷層（英語：growth fault）是在大陸板塊邊緣形成的一種同沉積的伸展構造. 通常平行於並具有大量沉積物供應的被動邊緣. 它們的斷層面向盆地方向傾斜，屬於鏟形斷層一種。故其斷層面傾角，淺処陡近乎垂直，深処逐漸變緩。在底部其斷層面可能達到與地層面平行，形成滑脫面。
生長斷層上下兩盤，沉積物厚度及傾角不一樣，斷層上盤沉積物較薄并向盆地方向傾斜，下盤沉積物較厚并向陸地方向傾斜。在下盤，同層沉積物也向斷層面方向增厚，故稱生長斷層。在下盤地層增厚原因，是斷層活動使水底向斷層面方向加深，導致沉積空間增大。容納較多沉積物。通常沉積層面向盆地方向傾斜，但因爲生長斷層在斷層面附近向反方向傾斜，就導致背斜，造成滾動背斜。屬於石油構造圈閉之一種。

### 形成機制
被提出的生長斷層形成機制有多種，包括基底構造、深層鹽或頁岩移動、坍塌等。但在德克薩斯州南部和中部沿海地區，這些生長斷層大多數是由沉積物不同加載而引起的不同壓實和重力滑動。

#### 流動岩體移動
如果沉積盆地底層有厚曾蒸發岩或高壓泥岩，當其上方沉積物達到一定厚度時，蒸發岩或高壓泥岩不能再支持上覆地層重力，而產生移動。由厚層上覆地層（高壓）向薄層上覆地層（低壓）方向移動。因而導致在上覆地層產生斷層。由於底層蒸發岩或高壓泥岩繼續移動。深部斷層面傾角也隨之減緩。最後形成滑脫面。淺部斷層面近垂直傾角則不變。因爲斷層面傾角深淺処不同，導致斷層上下盤落差淺処大，深處小。地層厚度也在下盤，隨深度變薄。事實上，上覆沉積物橫向厚度差異所需不多，就能導致深層流動岩體移動。

#### 差異壓實
生長斷層是同沉積斷層一種，在墨西哥灣，分析同沉積斷層在沉積中心的分佈，表明相鄰沉積物由於厚度或岩相不同，就能產生差異壓實， 而導致生長斷層.
生長斷層的特徵之一是在下降盤的地層厚度往斷層增加。在研究尼日爾三角洲一個主要生長斷層時。證實這種地層增厚結構受三種因素控制：1）地層的差異壓實，2）斷層運動導致的沉降橫向變化  3) 由深層頁岩移動引起的局部沉降。而同沉積斷層壓實本身就能造成25% 至 35%容積空間

#### 重力滑動
生長斷層是伸展構造的一種，在前積型大陸棚的前緣，由於沉積物的堆積引發重力滑動。而造成伸展斷層。伸展斷層能導致下降盤橫向平移和縱向下沉。造成的沉積空間大於上升盤。加上充裕的沉積物的供應。其地層厚度比上升盤同層厚。岩相亦不同。因而形成生長斷層 。